# 洲陂乡
洲陂乡，是中华人民共和国湖南省衡陽市耒阳市下辖的一个乡镇级行政单位。2015年11月18日，洲陂乡与马水乡成建制合并设立马水镇。

## 行政区划
洲陂乡下辖以下地区：
洲陂村、沅江村、膳田村、东南村、乐田村、高升村、陆新村、青绿村、堰中村、泉边村、石洞江村和江塘村。